# Ла-Джана
Ла-Джана, Ла-Хана (валенс. La Jana, ісп. La Jana) — муніципалітет в Іспанії, у складі автономної спільноти Валенсія, у провінції Кастельйон. Населення — 799 осіб (2010).

## Географія
Муніципалітет розташований на відстані близько 330 км на схід від Мадрида, 65 км на північний схід від міста Кастельйон-де-ла-Плана.

## Демографія
Динаміка населення (INE ):

## Галерея зображень

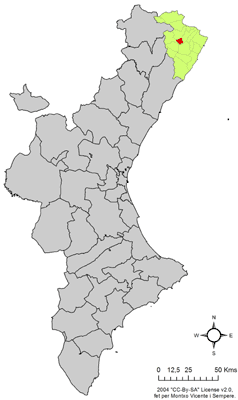
Розташування муніципалітету Ла-Джана у автономній спільноті Валенсія
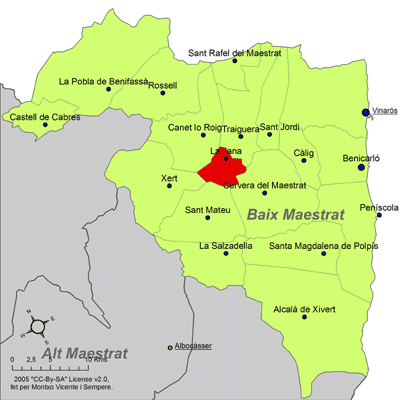
Розташування муніципалітету Ла-Джана у комарці Бахо-Маестрасго